# Lucía Jiménez
Lucía Jiménez Arranz (Segovia, 21 de noviembre de 1978) es una actriz y cantante española.
Es hermana menor de la cantante Rebeca Jiménez (n. 1975).

## Biografía
Su primera oportunidad en el cine se la dio David Trueba en La buena vida. La descubrió en un casting gracias a la recomendación de su hermana Rebeca, cantante. En la película de Trueba compartía protagonismo con Fernando Ramallo y Luis Cuenca. Esta película significó su salto a la fama, y entre otras cosas su participación en numerosos festivales internacionales, como por ejemplo la Quincena de los Realizadores de Cannes, donde la película fue todo un éxito.
Pero Lucía alcanzó popularidad masiva en España por la serie Al salir de clase, como otros actores de su edad, Elsa Pataki y Pilar López de Ayala. Abandonó el papel protagonista en esta serie para dedicarse de lleno al cine. Luego protagonizó otras películas como Silencio roto o la peruana Tinta roja.
En 1996, estuvo nominada al Goya a la mejor actriz revelación por La buena vida. Hasta el momento ha sido su única nominación.
En el año 1998 coprotagoniza la película peruana del director Francisco Lombardi, "No se lo digas a nadie", basada en el libro del escritor Jaime Bayly.
Premio Joven Talento del Festival Internacional de Cine de la Ciudad de Zaragoza 2008.
También ha colaborado con el grupo musical Maldita Nerea en "Te hablaré", cuarta canción de su disco Cuarto Creciente. Sobre los escenarios protagonizó el musical El otro lado de la cama (2004).
Es conocida también por su papel de Encarna en la telenovela española La Señora (2009), donde daba vida a una mujer fuerte que terminaría siendo concejala durante la Segunda República española.
A partir de septiembre de 2017 participa en la sexta edición del concurso musical Tu cara me suena.
También ha participado en la serie de época que retrata la vida en España en los años 60, “Amar es para Siempre”de Antena 3.
Con su primer corto como directora y guionista, El trono, consigue en diciembre de 2024 la nominación a los Premios Goya Mejor cortometraje de ficción, y en 2025 el Primer Premio al concurso de cortos Assier Errasti, Lucía es también una de las productoras, junto a Arturo Valls, de este corto protagonizado por Manu Baqueiro, José Manuel Seda, entre otros. También consiguió la Biznaga de Plata Mejor Cortometraje y Mejor Actor para Manu Baqueiro, en el Festival de Málaga,  el Roel de Plata del Público del SECIME (Semana de Cine de Medina del Campo 2024 y el Premio del Público Ponme un Corto en el festival de cortos de Huerta de Rey 2024
En marzo de 2024 se anuncia que tiene su primer largometraje en fase de desarrollo y que está realizando un máster de guion en la ECAM (Escuela de cine y del audiovisual de Madrid).

## Vida personal
El 30 de agosto de 2008 se casó con el también actor Benito Sagredo en la iglesia de Nuestra Señora de la Fuencisla en Segovia. Tienen tres hijos.

## Filmografía (Actriz)

### Cine
| Año  | Película                | Director                     |
| ---- | ----------------------- | ---------------------------- |
| 1996 | La buena vida           | David Trueba                 |
| 1998 | No se lo digas a nadie  | Francisco J. Lombardi        |
| 1998 | Una pareja perfecta     | Francesc Betriu              |
| 1998 | El olor del vientre     | Beatriz Castro               |
| 2000 | Tinta roja              | Francisco J. Lombardi        |
| 2000 | Kasbah                  | Mariano Barroso              |
| 2000 | El arte de morir        | Álvaro Fernández Armero      |
| 2000 | Mi abuelo es un animal  | Mariano Barroso              |
| 2001 | Silencio roto           | Montxo Armendáriz            |
| 2001 | La caída del imperio    | Fernando Merinero los        |
| 2002 | El refugio del mal      | Félix Cábez                  |
| 2002 | Mantis                  | Kike León                    |
| 2003 | Ilegal                  | Ignacio Vilar                |
| 2004 | Mujeres infieles        | Rodrigo Ortúzar              |
| 2004 | Occhi di cristallo      | Eros Puglielli               |
| 2004 | El atraco               | Paolo Agazzi                 |
| 2005 | Los 2 lados de la cama  | Emilio Martínez Lázaro       |
| 2005 | Pobre juventud          | Miguel Jiménez               |
| 2006 | Los Borgia              | Antonio Hernández            |
| 2006 | La caja Kovak           | Daniel Monzón                |
| 2007 | El club de los suicidas | Roberto Santiago             |
| 2007 | Café solo o con ellas   | Álvaro Díaz Lorenzo          |
| 2007 | Hidden camera           | Bryan Goeres                 |
| 2008 | Sangre de mayo          | José Luis Garci              |
| 2008 | Cosas insignificantes   | Andrea Martínez              |
| 2008 | Proyecto Dos            | Guillermo Fernández Groizard |
| 2009 | Butterflies & Lightning | Katherine Griffin            |
| 2018 | Casi 40                 | David Trueba                 |

### Televisión

#### Series de televisión
| Año             | Serie                               | Cadena                          | Personaje                | Episodios     |
| --------------- | ----------------------------------- | ------------------------------- | ------------------------ | ------------- |
| 1997-1998       | Al salir de clase                   | Telecinco                       | Silvia Castro            | 107 episodios |
| 2003            | Jugar a matar                       | Telecinco                       | Inés                     | Telefilme     |
| 2004            | El cruce                            | TV3 / Canal Nou                 | Inés                     | Telefilme     |
| 2007            | Cámara oculta                       | Antena 3                        | Alejandra                | Telefilme     |
| 2008            | Cazadores de hombres                | Antena 3                        | Elena Ocaña              | 1 episodio    |
| 2008-2010       | La Señora                           | La 1                            | Encarna Alcántara Prieto | 39 episodios  |
| 2010            | Ben-Hur                             | Antena 3                        | Athene                   | 2 episodios   |
| 2011; 2018-2019 | 14 de abril. La República           | La 1                            | Encarna Alcántara Prieto | 19 episodios  |
| 2015            | Las Aventuras del Capitán Alatriste | Telecinco                       | Caridad La Lebrijana     | 13 episodios  |
| 2016            | La sonata del silencio              | La 1                            | Virtudes Molina          | 9 episodios   |
| 2018            | Apaches                             | Antena 3                        | Teresa                   | 9 episodios   |
| 2018            | Colegas                             | Playz                           | Lucía                    | 1 episodio    |
| 2019            | Hospital Valle Norte                | La 1                            | Emma Olivares            | 10 episodios  |
| 2019-2020       | Amar es para siempre                | Antena 3                        | Irene Eguía              | 253 episodios |
| 2020            | #Luimelia                           | Atresplayer Premium             | Aurelia                  | 1 episodio    |
| 2021            | Madres. Amor y vida                 | Prime Video y Telecinco         | Sara Álvarez             | 8 episodios   |
| 2022            | Desaparecidos                       | Prime Video y Telecinco         | Amira                    | 5 episodios   |
| 2024            | Ángela                              | Antena 3, Atresplayer y Netflix | Esther                   | 6 episodios   |
| 2025            | Cuando nadie nos ve                 | Max                             | Macarena                 | 4 episodios   |

#### Programas de televisión
| Año       | Serie                | Cadena    | Personaje   |
| --------- | -------------------- | --------- | ----------- |
| 2017      | El gran reto musical | La 1      | Invitada    |
| 2017-2018 | Tu cara me suena     | Antena 3  | Concursante |
| 2023      | 25 palabras          | Telecinco | Invitada    |

## Filmografía (Directora)
- El trono (2024). Cortometraje.[9]